# Kanton Charleville-Mézières-2
Der Kanton Charleville-Mézières-2 ist ein französischer Wahlkreis im Département Ardennes in der Region Grand Est. Er umfasst einen Teilbereich der Stadt Charleville-Mézières und fünf weitere Gemeinden im Arrondissement Charleville-Mézières. Durch die landesweite Neuordnung der französischen Kantone wurde er 2015 neu geschaffen.

## Gemeinden
Der Kanton besteht aus sechs Gemeinden und Gemeindeteilen mit insgesamt 16.087 Einwohnern (Stand: 1. Januar 2022) auf einer Gesamtfläche von 54,55 km²:
| Gemeinde                      | Einwohner 1. Januar 2022 | Fläche km² | Dichte Einw./km² | Code INSEE | Postleitzahl |
| ----------------------------- | ------------------------ | ---------- | ---------------- | ---------- | ------------ |
| Arreux                        | 342                      | 4,23       | 81               | 08022      | 08090        |
| Charleville-Mézières          | 8.829                    | 12,21      | 723              | 08105      | 08000        |
| Damouzy                       | 428                      | 8,78       | 49               | 08137      | 08090        |
| Houldizy                      | 404                      | 4,62       | 87               | 08230      | 08090        |
| Nouzonville                   | 5.548                    | 10,92      | 508              | 08328      | 08700        |
| Sécheval                      | 536                      | 13,79      | 39               | 08408      | 08150        |
| Kanton Charleville-Mézières-2 | 16.087                   | 54,55      | 295              | 0805       | –            |

1. ↑   Nur der nördliche Teil der Gemeinde, der Rest verteilt sich auf die Kantone Charleville-Mézières-1, Charleville-Mézières-3 und Charleville-Mézières-4.

## Politik
| Vertreter im Departementrat | Vertreter im Departementrat      | Vertreter im Departementrat |
| Amtszeit                    | Namen                            | Partei                      |
| --------------------------- | -------------------------------- | --------------------------- |
| 2015–2021                   | Pierre Cordier Catherine Degembe | LR                          |
| 2021–                       | Pierre Cordier Catherine Degembe | LR                          |